# Battaglia di Târgu Frumos
La battaglia di Târgu Frumos (conosciuta anche come prima offensiva sovietica su Iași-Chișinău) si svolse nella primavera del 1944 nella Moldavia rumena e si concluse con un successo difensivo delle forze tedesco-rumene che riuscirono a fermare per qualche mese l'avanzata dell'Armata Rossa verso i Balcani. L'esercito rumeno vi partecipò attivamente per difendere il proprio territorio dai sovietici.

## Storia
Come per altre campagne del fronte orientale, non è chiaro se l'attacco sovietico della primavera 1944 fosse una vera offensiva con scopi strategici globali (l'irruzione immediata in Romania senza una pausa temporanea) oppure un semplice attacco locale per migliorare la situazione tattica in vista di future operazioni. Si era al termine della offensiva invernale sovietica 1943-44 e le truppe del maresciallo Ivan Konev erano esauste (la disponibilità di carri armati dei corpi corazzati sovietici era particolarmente scarsa, non più di 150 carri armati in totale, e la 2ª Armata corazzata della Guardia entrò in battaglia con solo 20 mezzi corazzati) dopo una grande avanzata durata mesi per centinaia di chilometri (la marcia nel fango), dopo aver sconfitto le Panzer-Division tedesche a Uman' e aver attraversato d'assalto quattro grandi fiumi strategici (Bug, Dniepr, Prut e Siret).

## Unità partecipanti

### Sovietiche
- 2º Fronte Ucraino (Konev)
  - Gruppo d'assalto
  - 27th Armata (Trofimenko)
    - 35th artiglieria
      - 3rd Divisione aeronautica
      - 93rd Divisione artiglieria
      - 202nd Divisione artiglieria
      - 206th Divisione artiglieria

    - 33rd Corpo d'armata artiglieria
      - 78th Divisione artiglieria
      - 180th Divisione artiglieria
      - 337th Divisione artiglieria

  - 40th Armata (Zhmachenko)
    - 50th Corpo d'armata artiglieria
      - 4th Divisione artiglieria
      - 133rd Divisione artiglieria
      - 163rd Divisione artiglieria

    - 51st Corpo d'armata artiglieria
      - 42nd Divisione artiglieria
      - 74th Divisione artiglieria
      - 232nd Divisione artiglieria

    - 104th Corpo d'armata artiglieria
      - 38th Divisione artiglieria
      - 240th Divisione artiglieria

  - 2ª Armata carri della Guardia (Bogdanov)
    - 3rd Corpo d'armata corazzato (50 carri)
      - 50th Brigata corazzata
      - 51st Brigata corazzata
      - 103rd Brigata corazzata
      - 57th Motorized Rifle Brigade

    - 16th Corpo d'armata corazzato (55 carri)
      - 107th Brigata corazzata
      - 109th Brigata corazzata
      - 164th Brigata corazzata
      - 154th Brigata artiglieria motorizzata

    - 11th Brigata corazzata (16 carri)
    - 8th Reggimento corazzato
    - 13th Reggimento corazzato

  - Gruppo d'assalto nord (secondario)
  - 52nd Armata(Koroteev)
    - 78th Corpo d'armata artiglieria
      - 252nd Divisione artiglieria
      - 303rd Divisione artiglieria
      - 373rd Divisione artiglieria

    - 73rd Corpo d'armata artiglieria
      - 31st Divisione artiglieria
      - 254th Divisione artiglieria
      - 294th Divisione artiglieria

    - 116th Divisione artiglieria (riserva)

  - 6ª Armata carri della Guardia (Kravchenko)
    - 5th Corpo d'armata meccanizzato (20-30 carri)
    - 5th Corpo d'armata corazzato

### Tedesche
- Gruppo d'armate sud Ucraina
  - 8th Armata
    - LVII Corpo d'armata corazzato
      - Grossdeutschland Division
      - 23. Panzer-Division
      - Gruppo di battaglia della 3. SS-Panzerdivision "Totenkopf"

    - IV Armeecorps (Group Mieth)
      - 46th Divisione di fanteria
      - 24th Panzer Division (riserva)

### Rumene
- 4th Armata rumena (Racoviţă)
  - I Corpo d'armata rumeno
    - 8th Divisione di fanteria
    - 6th Divisione di fanteria

  - IV Corpo d'armata rumeno
    - 7th Divisione di fanteria
    - 1st Divisione di fanteria meccanizzata
    - 18th Divisione da montagna
    - 3rd Divisione di fanteria[2]
- 1st Corpo d'armata aereo
  - 5th Gruppo bombardieri
  - 8th Gruppo d'assalto (dotato di aerei tedeschi Hs 129)
  - 9th Gruppo ardito